# Lenguas romances occidentales
Las lenguas romances occidentales son una rama lingüística que comprende las variedades romances habladas al norte y al oeste de la línea Massa-Senigallia. Por lo tanto, las lenguas romances occidentales serían el portugués, el español, el catalán, el occitano, el francés, entre muchas más lenguas romances habladas en Portugal, España, Francia, Bélgica, Suiza y el norte de Italia. En cambio, las lenguas romances situadas al sur y al este de dicha línea —como el rumano, el italiano, el siciliano, el extinto dálmata, entre otras variedades— pertenecerían a la rama oriental.
Este grupo no debe ser confundido con el grupo de lenguas italo-occidentales propuesto por Ethnologue que aúna el romance occidental junto con las lenguas italorromances; sin embargo, muchos autores consideran que esa división no es un grupo filogenético válido y que no encuentran demasiadas isoglosas significativas para postular una relación estrecha entre el grupo italorromance y las lenguas romances occidentales.
La rama insular, a la cual pertenece el sardo, también puede clasificarse como occidental debido a que comparte algunas isoglosas significativas del romance occidental.
Las filogenias basadas en la similitud léxica de palabras únicas respalda el romance occidental como un grupo filogenéticamente válido, incluyendo también al romance insular, pero a veces estos análisis suelen excluir al grupo galoitálico como parte del romance occidental, a pesar de que sus rasgos evolutivos son puramente los del romance occidental.

## Características lingüísticas

### Palatalización del grupo -CL intervocálico
Una característica principal es la palatalización o pérdida del grupo -cl intervocálico en contraposición con el romance oriental donde se conservó o evolucionó a -ke o -ki. La palatalización se dio principalmente en /tʃ/, /ʎ/, /j/, aunque también se dio de otras maneras. En español posteriormente se dio aspiración tras la palatalización. Ejemplos son:
| Latín       | Español   | Portugués | Sardo     | Catalán   | Francés    | Romanche | Lombardo  | Véneto    | Italiano (Oriental) |
| ----------- | --------- | --------- | --------- | --------- | ---------- | -------- | --------- | --------- | ------------------- |
| Cochlearium | cu(ch)ara | co(lh)er  | co(ci)àre | cu(ll)era | cui(ll)ère | cu(gl)ar | cu(gg)iar | cu(ci)aro | cucchiaio           |
| Pariclus    | pare(j)o  | pare(lh)o | parí(c)iu | pare(ll)  | pare(il)   | pare(gl) | pare(gg)  | pare(ci)o | parecchio           |
| Veclus      | vie(j)o   | ve(lh)o   | bé(c)iu   | ve(ll)    | vie(il)    | ve(gl)   | ve(gg)    | ve(ci)o   | vecchio             |
En romanche el grupo (gl) es pronunciado /ʎ/. En lombardo el grupo (gg) es pronunciado /ʒ/. En sardo, lombardo y véneto el grupo (ci) es pronunciado /tʃ/.

### Sonorización de las oclusivas sordas intervocálicas
Otra característica importante es la sonorización o pérdida de las oclusivas sordas intervocálicas /p, t, k/ probablemente por un substrato celta ya que la mayoría de estas lenguas tienden a sonorizar o perder estos fonemas de origen indoeuropeo. Esto significa que muchas palabras que en latín originalmente iban con (/k/, /t/, /p/) entre vocales, se cambiaron a (/g/, /d/, /b/, /v/). Ejemplos de sonorización o pérdidas de las oclusivas sordas intervocálicas en algunas lenguas son: 
| Latín        | Español   | Portugués  | Sardo      | Catalán   | Francés   | Romanche | Lombardo | Véneto   | Italiano (Oriental) |
| ------------ | --------- | ---------- | ---------- | --------- | --------- | -------- | -------- | -------- | ------------------- |
| Apertus      | a(b)ierto | a(b)erto   | a(b)ertu   | o(b)ert   | ou(v)ert  | a(v)ert  | da(v)ert | a(v)erto | aperto              |
| Apicula/Apis | a(b)eja   | a(b)elha   | à(b)e      | a(b)ella  | a(b)eille | a(v)ieul | a(v)a    | a(v)a    | ape                 |
| Potere       | po(d)er   | po(d)er    | po(d)ere   | po(d)er   | pou(v)oir | po(d)air | po(d)è   | po(d)er  | potere              |
| Rotare       | ro(d)ar   | ro(d)ar    | arrò(d)are | ro(d)ar   | rô(d)er   | ro(d)ar  | rœu(d)à  | ro(d)ar  | ruotare             |
| Cicada       | ci(g)arra | ci(g)arra  | chí(g)ula  | ci(g)ala  | ci(g)ale  | ci(g)ala | si(g)ala | si(g)ała | cicala              |
| Ficara/Ficus | hi(g)uera | fi(g)ueira | fi(g)uera  | fi(g)uera | fi(g)uier | fi(gh)er | fi(g)àr  | fi(g)aro | fico                |
Últimamente en las lenguas romances occidentales ha habido una tendencia a suprimir las oclusivas sordas sonorizadas tal como sucedió en francés (jouer - jugar, châine - cadena). Lo mismo pasó en el asturleonés especialmente en el extremeño donde muchas oclusivas sonorizadas se perdieron por ejemplo; fuegu - fueu, en francés feu, vida - vía, en francés vie. En algunos dialectos del español también hay una tendencia a suprimir las (-d) finales donde palabras como "estado" se pronunciarían "estao". Este fenómeno también se puede observar en las lenguas galoitálicas como en el piamontés y el véneto; por ejemplo, roda - roa, cadena - chena/caèna, pedra - pèra, savon - saon.
La sonorización también puede ser observada durante las conjugaciones verbales.
Las lenguas galoitálicas tienen una sonorización secundaria de todas las palabras acabadas en -ca, es decir que la sonorización también se extendió a los nombres de ciencias o términos científicos, por ejemplo química - chimega, gramática - gramatega, característica - carateristega, etc, lo mismo sucedió en el sassarés.

### Plural
Actualmente las lenguas romances occidentales usan el plural (-s) derivada de la marca de acusativo plural del latín. Mientras que las lenguas romances orientales usan los plurales (-e, -i) derivada del plural nominativo del latín. Ejemplos de formación del plural son:
| Latín                  | Español  | Portugués | Sardo    | Catalán | Francés | Romanche | Proto-galoitálico | Italiano (Oriental) |
| ---------------------- | -------- | --------- | -------- | ------- | ------- | -------- | ----------------- | ------------------- |
| Planta, Plantæ/Plantas | plantas  | plantas   | prantas  | plantes | plantes | plantas  | piantas, piante   | piante              |
| Homo, Homines          | hombres  | homens    | ómines   | homes   | hommes  | ums      | omes              | uomini              |
| Studium, Studia        | estudios | estudos   | istúdius | estudis | études  | studis   | studi             | studi               |

La única excepción son las lenguas galoitálicas que utilizan los plurales (-e, -i) reteniendose el plural (-s-) para algunas conjugaciones verbales. Por ejemplo en lombardo se tiene frases verbales como:
lmo - parlass, es - hablas, it - parlai
lmo - vèss moros, es - estas comprometido, it - sei fidanzato
lmo - vèss duvis, es - estas dudoso, it - sei dubbioso
lmo - che lu el vardass, es - qué lo ves, it - che lo vedi
lmo - lu el finiss, es - lo finalizas, it - lo finisci
En piemontés también se tiene: 
pms - tu it l'has vardà, es - tu lo has visto, it - tu l'hai visto
pms - tu it vard-ras, es - tu lo veras, it - tu lo vedrai
Lo mismo ocurre en las lenguas retorromances que en algunos casos se suelen usar los plurales (-e-, -i-). En el francés recientemente se ha perdido su pronunciación pero se mantiene en la escritura y durante las liaisones.
Inscripciones sugieren que las lenguas galoitálicas, retorromances y galorromances usaron ambos plurales en el pasado y su uso en el francés antiguo esta documentado. Según este punto de vista tras una evolución gramatical las lenguas galorromances y retorromances adoptaron el plural (-s-), mientras que las lenguas galoitálicas adoptaron los plurales (-e-, -i-) probablemente por influencia del italiano.

### Participio femenino
Otra característica distinguidora es el participio femenino que en las lenguas romances occidentales acaba en -da o se pierde en algunas lenguas como el francés, en cambio en el romance oriental el participio femenino acaba en -ta al no haberse dado sonorización o pérdida. Algunos ejemplos:
| Español   | Portugués | Sardo     | Catalán   | Francés | Romanche  | Lombardo  | Véneto  | Italiano (Oriental) |
| --------- | --------- | --------- | --------- | ------- | --------- | --------- | ------- | ------------------- |
| comparada | comparada | comparada | comparada | comparé | comparada | comparada | comparà | comparata           |
| hablada   | falada    | faedada   | parlada   | parlé   | parlada   | parlada   | parlà   | parlata             |

### Palabras acabadas en -s
Contienen muchas palabras latinas acabadas con (s, z) sin que sean necesariamente parte del plural, en contraposición con el romance oriental que carece de palabras latinas acabadas con (s, z), salvo algunos préstamos lingüísticos recientes. (ej; seis (es, pt), sis (ca, rm), ses (sc, lmo, vec), six /sis/ (fr), mes (es, ca), mês (pt), mois (fr), mais (rm), mess (lmo), plus (sc, fr), püss (lmo). En italiano sei, mese, più.

### Vocales intertónicas
Hay eliminación de vocales intertónicas (entre la sílaba tónica y la primera o la última sílaba). Además las lenguas romances occidentales tienen innovaciones fonéticas ausentes en las lenguas romances orientales.

### Degeminación
Se pierden las consonantes gemidas del latín en contraste con el romance oriental. Tampoco hubo desarrollo adicionales de gemidas a diferencia de lo que sucedió en algunas lenguas romances orientales.
| Latín         | Español     | Portugués   | Sardo       | Catalán     | Francés      | Romanche      | Lombardo    | Véneto      | Italiano (Oriental) |
| ------------- | ----------- | ----------- | ----------- | ----------- | ------------ | ------------- | ----------- | ----------- | ------------------- |
| Vacca /wak:a/ | vaca /baka/ | vaca /vakɐ/ | bàca /baka/ | vaca /baka/ | vache /vaʃə/ | vatga /vadʒɐ/ | vaca /vakɐ/ | vaca /vaka/ | vacca /vak:a/       |
| Cuppa /cup:a/ | copa /copa/ | copa /copɐ/ | còpa /copa/ | copa /copa/ | coupe /cupə/ | cupa /cupɐ/   | copa /copɐ/ | cópa /copa/ | coppa /cop:a/       |

### Pérdida de la -d intervocálica
Se pierde la -d intervocálica en ciertas palabras latinas, en contraposición con el romance oriental.
| Latín    | Español  | Portugués | Sardo     | Catalán  | Francés  | Romanche | Lombardo | Véneto    | Italiano (Oriental) |
| -------- | -------- | --------- | --------- | -------- | -------- | -------- | -------- | --------- | ------------------- |
| Cadere   | ca(-)er  | ca(-)ir   | ca(-)ere  | ca(-)ure | cho(-)ir | ca(-)ir  | cai(-)èr | cai(-)èr  | cadere              |
| Peduclus | pi(-)ojo | pi(-)olho | pe(-)ógiu | po(-)ll  | po(-)u   | po(-)gl  | pœu(-)gg | pe(-)ocio | pidochio            |
| Coda     | co(-)la  | co(-)la   | co(-)a    | cu(-)a   | que(-)ue | cu(-)a.  | co(-)a   | có(-)a    | coda                |

### Gramática y sintaxis
Una característica gramatical importante es que en el romance oriental se retienen los pronombres y los adjetivos posesivos detrás de las palabras a diferencia del romance occidental donde se colocan delante de las palabras, también en el romance oriental es obligatorio usar los artículos para referirse simplemente a un sustantivo en cualquier contexto, salvo en las variedades toscanas como el italiano que son innovadoras con respecto a las otras lenguas romances orientales.
- - tu reino (es), teu reino (pt),  teu regne (ca), tou rennu (sc), ton règne (fr), tes reginavel (rm), to regn (lmo), to regno (vec). En napolitano regno to.
  - tu ventana (es), tua janela (pt), toa bentana (sc), teva finestra (ca), ta fenêtre (fr), tes fanestra (rm), ta fenestra (lmo, vec). En napolitano fenesta ta.
  - mi reino (es), meu reino (pt), meu regne (ca), meu rennu (sc), mon règne (fr), mes reginavel (rm), me regn (lmo), mio regno (vec). En napolitano regno me.
  - mi ventana (es), minha janela (pt), mea bentana (sc), meva finestra (ca), ma fenêtre (fr), mia fanestra (rm), me fenestra (lmo, vec). En napolitano fenesta mea.
  - reinos (es, pt), rennus (sc), regnes (ca), règnes (fr), reginavels (rm), regn (lmo), regne (vec). En napolitano regnere.
  - ventanas (es), janelas (pt), bentanas (sc), finestres (ca), fenêtres (fr), fanestras (rm), fenestre (lmo, vec). En napolitano fenestere.
  - hombre (es), homem (pt), home (ca, fr), ómine (sc), um (rm), om (lmo), omo (vec). En napolitano l'omo.
  - parte (es, pt, sc, vec), part (ca, rm, fr). En napolitano la parte.

## Lenguas romances insulares
Las lenguas romances insulares es un grupo que incluye principalmente al sardo y, según algunos autores, el sassarés, los extintos romance africano y antiguo corso. Otras clasificaciones, como las de Ethnologue y el Glottolog, incluyen al corso y al sardo y los clasifican como una rama independiente del romance occidental y el oriental. Desde el punto de vista románico el corso y el gallurés no forman parte de las lenguas romances insulares ya que las isoglosas no concuerdan entre sí. El corso y gallurés, por lo general, están emparentados con el italiano, ya que derivan del toscano y comparten las isoglosas de las demás lenguas italorromances.
El sardo lingüísticamente comparte sus isoglosas con las lenguas romances occidentales como los plurales en (-s), la palatalización del grupo -cl intervocálico, el participio femenino acabado en -da, la sonorización o pérdida de las oclusivas sordas intervocálicas pero a diferencia de las lenguas romances occidentales este fenómeno afecta también a las consonantes iniciales, p. ej.: ['tempuzu] 'tiempo' pero su tempus [su'dempuzu] 'el tiempo', [curtura] 'cultura' [sa'gurtura'] 'la cultura'. También hay eliminación de consonantes iniciales y comparte con las lenguas iberorromances, occitanorromances y el mozárabe el betacismo de -v.
El sasarés, también hablado en Cerdeña, posee los rasgos del romance occidental como la sonorización o pérdida de las oclusivas sordas, la sonorización también afecta las consonantes iniciales e incluso a términos científicos o nombres de ciencias como en el galoitálico, palatalización del grupo -cl intervocálico y el uso del plural (-s) solamente en el acusativo en los demás casos utiliza (-e, -i). El sasarés desde un punto de vista parece ser una variante de transición entre el sardo y el corso. Es posible que el sasarés haya sido una variedad histórica de sardo que sufrió una evolución similar al grupo galo-ibérico y una fuerte influencia toscana.
Por ello algunos romanistas consideran a la rama insular como un grupo de las lenguas romances occidentales.
También se ha propuesto que las lenguas romances insulares comprenden al extinto romance africano y al antiguo corso hablado antes de la toscanización de la isla. El romance africano comparte con el sardo el vocalismo cerrado que no distingue entre las vocales breves y las largas del latín y la falta de palatalización, pero comparte con las lenguas romances occidentales los plurales en -s, la sonorización de las oclusivas sordas intervocálicas que también afecta las iniciales, la degeminación y el betacismo de -v.
Por otra parte, el sardo y el romance africano tienen algunas características que son únicas en las lenguas romances, que lo apartan del grupo galo-ibérico (romance occidental verdadero) y el romance oriental:
- Conservación de los grupos latinos (-ci y -ce) con su pronunciación original -k (solo al inicio de las palabras), dentro las palabras se sonorizan pasando a -g.
- Conservación de la i y la u breves del latín, que en las otras lenguas romances se convirtieron en e y o, perdiendo así la diferencia entre i/e y u/o. En ese aspecto de los timbres se considera que el sardo es la lengua romance actual más conservadora ya que el resto de lenguas romances alteraron sus timbres de acuerdo a la cantidad vocálica, y sólo el sardo retuvo en todos los casos el timbre original.

| Latín clásico   | Latín clásico   | Ī  | Ĭ  | Ē  | Œ  | Ĕ  | Æ  | Ā  | Ă  | Ŏ  | AU | Ō  | Ŭ  | Ū  |
| --------------- | --------------- | -- | -- | -- | -- | -- | -- | -- | -- | -- | -- | -- | -- | -- |
| Romance insular | Romance insular | *i | *i | *e | *e | *e | *e | *a | *a | *o | *o | *o | *u | *u |

De acuerdo con estas características el grupo insular podría considerarse el más arcaico y conservador del romance occidental.

## Mozárabe
La clasificación del mozárabe dentro las lenguas romances, es algo controversial. Por su ubicación geográfica el mozárabe se clasifica como parte de las lenguas romances occidentales. Sin embargo, algunos lingüistas han sugerido que una de las características que definen las lenguas romances occidentales como la sonorización de las oclusivas sordas intervocálicas no estaba presente en el mozárabe. Otros lingüistas discuten eso y muestran pruebas de esa sonorización. Gran parte de la polémica se ha centrado en las letras árabes ṭāʾ y qāf, que tienen pronunciaciones sordas y pronunciaciones sonoras, dependiendo de la variedad lingüística. Es probable que ambas pronunciaciones se encontraran en el árabe de la península ibérica, haciendo el uso de estas letras poco fiable como evidencia. Por otra parte, se ha aportado pruebas de sonorización en el sur de la península en el siglo II. A pesar de ello el mozárabe comparte con todas las lenguas romances vecinas la evolución de las vocales, la palatalización del grupo -cl intervocálico, la presencia del plural -s, la eliminación de vocales intertónicas, los pronombres y los adjetivos posesivos delante de las palabras, los cuales son rasgos de las lenguas romances occidentales, el mozárabe constituiría una rama arcaica del romance occidental, especialmente del grupo galo-ibérico.
| Latín     | Mozárabe | Español | Italiano  |
| --------- | -------- | ------- | --------- |
| Oclus     | güell    | ojo     | occhio    |
| Oricla    | aurecha  | oreja   | orecchio  |
| Peduclus  | bedocho  | piojo   | pidocchio |
| Veclus    | biecho   | viejo   | vecchio   |
| Vermiclus | bermecho | bermejo |           |

## Clasificación
- Lenguas galo-ibéricas: comprende las verdaderas lenguas romances occidentales, se diferencian del romance insular y las lenguas romances orientales en que fonológicamente son las lenguas menos conservadoras del latín. Incluye los siguientes grupos:[20]
  - Lenguas iberorromances: es el grupo que incluye al castellano o español estándar, portugués, gallego, las variedades asturleonesas (asturiano, leonés, mirandés, extremeño y cántabro), estas últimas definidas como ibero-occidentales. También muy probablemente pertenezca el aragonés (ibero-oriental).[21]
  - Lenguas occitanorromances: es el grupo lingüístico que incluye el catalán-valenciano y el occitano. Presentan características en común con las lenguas galorromances y iberorromances lo que hace que a veces se incluyan en cualquiera de estos dos grupos.[21]
  - Lenguas galorromances: estrictamente incluye el francoprovenzal, el francés y las otras lenguas de oïl (valón, normando, picardo, galó, lorenés, borgoñón, champañés, franco-comtés, berrichón, poitevin-santongés y angevin-mayenés). Algunas clasificaciones también incluyen dentro el galorromance a las lenguas occitanorromances, lenguas galoitálicas y lenguas retorromances; sin embargo, la inclusión de estos últimos es problemática.[21]
  - Lenguas retorromances: incluye el romanche, friulano, ladino. Es un grupo con características lingüísticas propias, pero algunas clasificaciones las incluyen dentro el grupo galorromance.[21]
  - Lenguas galoitálicas: incluye estrictamente al piamontés, lombardo, ligur, emiliano romañol y en su sentido más amplio al véneto y al istriano, en este caso el grupo se denomina cisalpino. También son llamados dialectos italianos septentrionales; sin embargo, son muy diferentes del italiano ya que presentan las isoglosas y evoluciones fonéticas típicas de las lenguas romances occidentales a diferencia del italiano y las otras lenguas italorromances que pertenecen al romance oriental. A veces las lenguas galoitálicas se consideran parte de las lenguas galorromances.[21]
  - Mozárabe: fue un continuo dialectal extinto desde el siglo XIII que englobaba un conjunto de posibles lenguas o dialectos romances con características propias que constituirían su propio grupo lingüístico. Las hablas mozárabes pudieron haber retenido características de las primeras hablas del grupo galo-ibérico y ser arcaicas.[21]
- Lenguas romances insulares: es el grupo romance que incluye principalmente al sardo, considerada la lengua más conservadora del latín. Otras lenguas que probablemente pertenezcan al romance insular son el sasarés por sus isoglosas lingüísticas y más vocabulario compartido con el sardo, el romance africano por sus características compartidas con el sardo y el romance occidental, el antiguo corso como hipotético. Este grupo es el más conservador y arcaico del romance occidental.[21]